# Michael Haydn
Johann Michael Haydn (14 de septiembre de 1737-10 de agosto de 1806) fue un compositor austríaco, el hermano menor de Joseph Haydn y gran amistad de  Wolfgang Amadeus Mozart

## Biografía
Nació en Rohrau, y como su hermano, cantaba en el coro de San Esteban en Viena. Poco después de salir del coro-escolanía, lo nombraron maestro de capilla en Grosswardein, y en 1762, en Salzburgo, donde hará amistad con Leopold Mozart y más adelante con el hijo de este Wolfgang Amadeus Mozart. Era amigo íntimo de Mozart, que tenía en alta opinión su obra, y fue profesor de Carl Maria von Weber y Anton Diabelli.
Su tumba se encuentra en el Cementerio de la Iglesia de San Pedro de Salzburgo, a los pies de una capilla excavada en la roca; comparte espacio con Maria Anna Mozart, Nannerl, la hermana mayor de Wolfgang Amadeus Mozart.
En 2006, con motivo del bicentenario de su muerte, se celebró en Salzburgo una exposición sobre su vida y su obra cerca de la Iglesia de San Pedro.

## Obra
Las obras corales sacras de Haydn se consideran generalmente como sus más importantes, en las que se incluye la Missa Hispanica (que intercambió para su diploma en Estocolmo), una misa en re menor, un Lauda Sion, el réquiem para el arzobispo Sigmundo en do menor (que serviría posteriormente de inspiración al réquiem de Mozart), y una colección de graduales, 42 de los cuales fueron reimpresos en el Ecciesiaslicon de Anton Diabelli. También fue un prolífico compositor de música profana, incluyendo cuarenta sinfonías, varios conciertos y música de cámara, como un Quinteto de cuerdas en Do mayor que alguna vez se atribuyó a su hermano Joseph. 
Michael Haydn fue víctima de otro caso más de póstuma identidad confundida: por muchos años, la obra que hoy conocemos como su Sinfonía nº 25 antes se consideró como la Sinfonía nº 37 K. 444 de Mozart. La confusión se generó porque se descubrió un autógrafo que tenía el movimiento inicial de la sinfonía del puño de Mozart, y el resto en la de otro. Ahora se considera que Mozart había compuesto un nuevo movimiento lento para el inicio de la sinfonía por razones aún desconocidas, pero se sabe que el resto de la obra es de Michael Haydn. La obra, que fue ampliamente ejecutada como sinfonía de Mozart, se ha tocado considerablemente menos desde este descubrimiento en 1907.
Algunas de las obras de Haydn son referidas por los números Perger, del catálogo temático de sus obras compilado por Lothar Perger en 1907.